# Global Wind Day
Der Global Wind Day (im deutschsprachigen Raum auch als Tag des Windes bezeichnet) ist ein Aktionstag der Windenergiebranche, der seit 2007 jährlich am 15. Juni begangen wird. Ursprünglich vom Branchenverband European Wind Energy Association (EWEA) in Europa eingeführt, wird er mittlerweile sowohl von der EWEA und dem Global Wind Energy Council (GWEC) weltweit veranstaltet. Daneben sind bei der Durchführung nationale Branchen- und Umweltverbände sowie eine Vielzahl kleiner Akteure beteiligt.
Ziel des Aktionstages ist Öffentlichkeitsarbeit. Mittels verschiedener Aktionen wie Foto- und Malwettbewerbe, Drachensteigen, Besichtigungen von Windparks und ggf. Besteigungen von Windkraftanlagen usw. soll auf die Bedeutung der Windenergienutzung aufmerksam gemacht werden.
Im Jahr 2011 beteiligten sich Verbände und Gruppen aus über 30 Staaten auf vier Kontinenten an der Aktion.